# Gabriele Seyfert
Gabriele (Gaby) Seyfert (Chemnitz, 23 november 1948) is een voormalig Oost-Duits kunstschaatsster. Ze nam deel aan twee edities van de Olympische Winterspelen: Innsbruck 1964 (met het Duitse eenheidsteam) en Grenoble 1968 (namens de DDR). In 1968 won ze olympisch zilver. Seyfert was tweevoudig wereldkampioen, drievoudig Europees kampioen en tienvoudig Oost-Duits kampioen.

## Biografie
Gabriele Seyfert won in 1968 voor de DDR zilver bij de Olympische Winterspelen in Grenoble, nadat ze vier jaar eerder op de Olympische Winterspelen in Innsbruck (met het Duitse eenheidsteam) negentiende werd. Ze won de wereldtitel op de WK van 1969 en 1970, en was de drie jaren ervoor de runner-up, hoewel haar prestaties een beetje werden overschaduwd door die van haar Amerikaanse collega Peggy Fleming. Op de EK won Seyfert in 1967, 1969 en 1970 de titel, en was ze tweede in 1966 en 1968. In eigen land won ze van 1961 tot 1970 opeenvolgend tien Oost-Duitse titels. In 1966 werd ze verkozen tot Sportvrouw van het Jaar.
Seyfert werd gecoacht door Jutta Müller, haar eigen moeder en tevens een van de meest succesvolle kunstschaatscoaches ooit. Onder haar begeleiding werd Seyfert een van de eerste sportsterren van de DDR. In 1970 stopte ze met kunstschaatsen, terwijl ze een vroege favoriet voor olympisch goud was op de Spelen van 1972. Seyfert was later korte tijd de coach van Anett Pötzsch, en studeerde erna talen waarna ze als vertaler aan het werk ging. Van 1985 tot 1991 leidde ze het ijsballet in het Friedrichstadt-Palast.
Ze trouwde drie keer. Seyfert en haar eerste echtgenoot, ijsdanser Eberhard Rüger, waren door de Stasi geregistreerd als Inoffizielle Mitarbeiter (niet-officiële werknemers), al heeft ze altijd ontkend iets voor de Stasi te hebben gedaan. Wel had ze enkele privileges en voordelen als beroemde sportster en betaalde de staat haar salaris uit. Het land verbood daarentegen eerder een huwelijk met de Oostenrijkse schaatser Emmerich Danzer. In 1974 beviel Seyfert van een dochter, en in 1975 scheidde ze van Rüger. Ze trouwde later met Jochen Messerschmidt en, in 2011, met Egbert Körner. Seyfert woont in Berlin-Karow.

## Belangrijke resultaten
| Kampioenschap                                                           | 60/61 | 61/62 | 62/63 | 63/64 | 64/65 | 65/66  | 66/67  | 67/68  | 68/69 | 69/70 |
| ----------------------------------------------------------------------- | ----- | ----- | ----- | ----- | ----- | ------ | ------ | ------ | ----- | ----- |
| Olympische Spelen                                                       |       |       |       | 19e   |       |        |        | Zilver |       |       |
| Wereldkampioenschap                                                     | *     | 21e   |       |       | 5e    | Zilver | Zilver | Zilver | Goud  | Goud  |
| Europees kampioenschap                                                  | 21e   | 12e   | 10e   |       | 5e    | Zilver | Goud   | Zilver | Goud  | Goud  |
| Nationaal kampioenschap                                                 | Goud  | Goud  | Goud  | Goud  | Goud  | Goud   | Goud   | Goud   | Goud  | Goud  |
| * WK afgelast naar aanleiding van de vliegtuigcrash te Berg-Kampenhout. |       |       |       |       |       |        |        |        |       |       |

- Gemeinsame Normdatei: 120692007
- International Standard Name Identifier: 0000 0000 7862 683X
- Library of Congress Control Number: n97857624
- Nationale Bibliotheek van Tsjechië: hka2009552152
- Système universitaire de documentation: 095051252
- Virtual International Authority File: 40215790
- WorldCat: E39PBJcC4qR43Yjk3jCgjjqmh3